# Raymond Briggs
Raymond Briggs, britanski general, * 1895, † 1985.